# Agrilus cyaneomicans
Agrilus cyaneomicans es una especie de insecto del género Agrilus, familia Buprestidae, orden Coleoptera.
Fue descrita científicamente por Nonfried, 1892.